# 小川美那
小川 美那（おがわ みな）は、フジテレビの女性記者。解説委員。

## 略歴
広島県生まれ。政治部記者（総理番、民主党担当、小沢番など）、報道2001プログラムディレクター、経済部記者（財務、経産、農水、総務、金融、内閣府を担当）など。北朝鮮でキムヘギョンさん単独取材、AIJ年金消失事件取材、甘利大臣担当としてTPP取材、現在は東京都庁担当、解説委員。